# John Whitfield (polityk)
John Whitfield (ur. 31 października 1941) – brytyjski polityk Partii Konserwatywnej, deputowany Izby Gmin.

## Działalność polityczna
W okresie od 9 czerwca 1983 do 11 czerwca 1987 reprezentował okręg wyborczy Dewsbury w brytyjskiej Izbie Gmin.